# Glaciar Furtwängler
O glaciar Furtwängler situa-se próximo do cume do Monte Quilimanjaro na Tanzânia. Este glaciar é o que resta de uma grande calota de gelo que em tempos coroava o cume. Esta calota viu a sua dimensão reduzida de forma significativa durante o século XX e entre 1912 e 2000, desapareceram 82% do gelo glaciar existente nesta montanha.
O recuo do gelo glaciar no cume deverá continuar e por volta de 2020 todos os glaciares no cume do Quilimanjaro deverão ter desaparecido apesar de as neves sazonais continuarem a cobrir as secções mais altas da montanha durante vários meses do ano.
Este glaciar ostenta o nome de Walter Furtwängler, quem em conjunto com Ziegfried Koenig, foram os quartos a atingir o cume do Quilimanjaro em 1912.

## Um glaciar em via de desaparecer

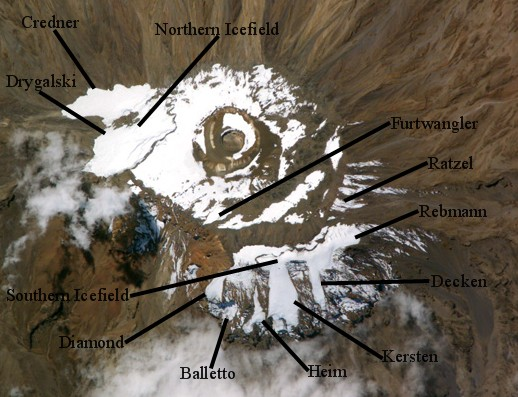
Imagem da NASA obtida em 2004, com as localizações dos principais glaciares do Monte Quilimanjaro

No período de tempo decorrido entre as medições efectuadas em 1976 e 2000, a superfície do glaciar Furtwängler diminuíu quase 50%, de 113 000 m² para 60 000 m². Durante trabalhos de campo levados a cabo em 2006, os cientistas descobriram um grande buraco próximo do centro do glaciar. Este buraco, que se estende pelos 6 metros de espessura restantes no glaciar até à rocha subjacente, deverá ter a sua dimensão aumentada até causar a divisão do glaciar em 2007.
O estudo de 2006 verificou ainda que durante os primeiros anos do século XXI não houve qualquer acumulação de gelo em nenhum dos glaciares do Quilimanjaro. Poderá estar à vista o fim de um registo único sobre 11 700 anos de variabilidade climática na África. Apenas restarão as amostras de gelo previamente obtidas e conservadas nos frigoríficos dos laboratórios dos glaciólogos.
Um dos possíveis impactos do desaparecimento dos glaciares do Quilimanjaro poderá ocorrer ao nível da disponibilidade de água em nascentes e poços que são parcialmente abastecidos com água de origem glaciar.